# Lasiopogon kjachtensis
Lasiopogon kjachtensis är en tvåvingeart som beskrevs av Pavel Lehr 1984. Lasiopogon kjachtensis ingår i släktet Lasiopogon och familjen rovflugor. Inga underarter finns listade i Catalogue of Life.